# 荷兰空间研究所

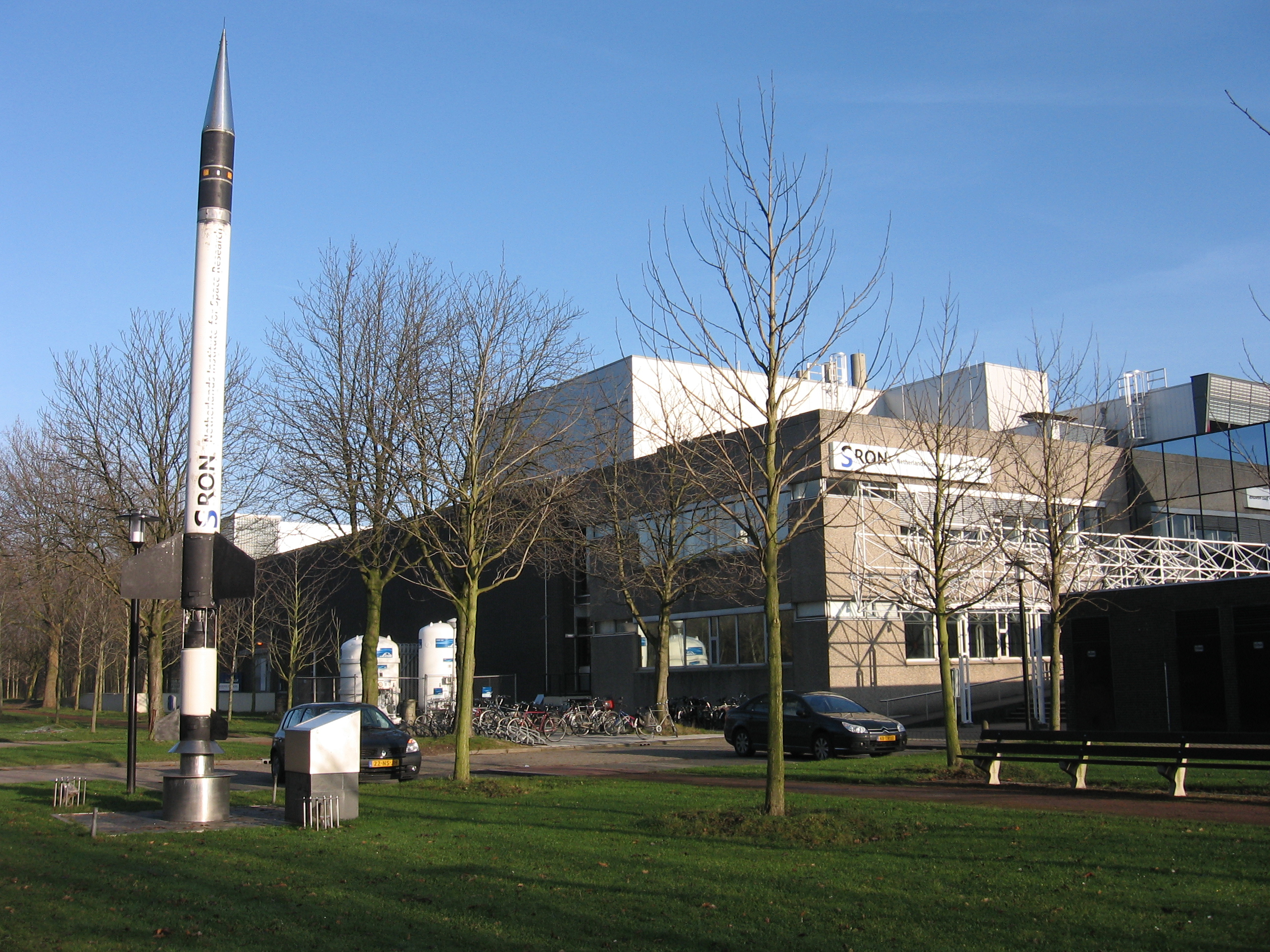
SRON总部

荷兰空间研究所（英語：Netherlands Institute for Space Research，简称SRON）是该国负责太空研究的专门机构，研究重点为天体物理学、地球科学和行星研究。SRON还对新型、更灵敏的X射线和红外线传感器进行了一系列研究。
SRON成立于1983年，前身为荷兰空间研究组织。SRON是荷兰科学研究组织的一部分，在乌得勒支和格罗宁根都有研究设施。

## 现状
该研究所有250多名员工，分别在支援部门和五个独立部门：高能天体物理学（HEA），低能天体物理学（LEA），地球和行星科学（EPS），传感器研究与技术（SR＆T）和工程师部门（ED）。

## 目标
SRON的目标是充当欧空局、美国航天局和其他机构的研究任务的最新卫星仪器的领导机构。SRON的技术为许多突破性的太空任务做出了贡献，如绘制红外天空，分析X射线和伽玛射线源和研究地球大气层等等。